# Lynk & Co
Lynk & Co（リンク・アンド・コー）は、中華人民共和国の浙江吉利控股集団（吉利）と、その傘下であるスウェーデンのボルボの共同出資により設立された合弁会社、および高級車ブランド。

## 概略
2016年設立。プラットフォームを親会社の吉利・ボルボと共用し、開発は主にボルボが、生産は中国とベルギーのヘントで行う。コネクテッドカーのような先進技術を売りとしている。
ショールームこそ用意するもの、「Lynk ＆ Co」独自のディーラーは設けずネットのみで注文を受け付けるという、テスラ同様の販売方法を採る。メンテナンスはボルボのサービス工場等が請け負う。

### 公司重整
Hybrid 製品に注力する Lynk & Co は、2024 年に純粋な電気市場への参入を発表しました。その最初の純粋な電気モデル Z10
は、姉妹ブランド Ji Krypton の 001 および 007 と同じ Geely Haohan Architecture
を採用しています、価格は同じくセダンである Zeekr 007 と同様ですが、Zeekr 007 はより高度な 3 電気システムを搭載しており、同じ時期に他のブランドから多くの車が市場に出ているためです。この期間、Lynk & Co Z10 の市場パフォーマンスは良くありません。同時に、ジー・クリプトン氏も同年7月、将来的にハイブリッドモデルの投入を排除しないと述べたことから、吉利汽車の上層部も両ブランド間の内部競争を懸念するようになった。この問題。 2024年9月、吉利控股集団は「台州宣言」を発表し、各ブランドの位置付けをさらに明確にし、利益相反や投資の重複を削減し、グループの運営効率を向上させることを明らかにした。
2024 年 11 月 14 日、吉利控股は、Ji Krypton と Lynk & Co の包括的な戦略的調整を促進するために、Zeekr と Lynk & Co の所有権構造を最適化すると発表しました。Zeekrは、Geely Holdingが保有するLynk & Coの株式の20%を36億元（人民元、以下同）で取得し、Volvoが保有するLynk & Coの株式の30%を54億元で取得し、同時にLynk & Co. に 3 億 6,700 万元の追加資本を注入し、その時点で Lynk & Co の株式保有率は 51% に達する予定。同日、ボルボは関連取引の確認を発表し、取引が完了する2025年の第1四半期に70％を支払い、残りの30％と利息は取引完了の1年後に支払われる予定だ。。テクノロジーメディア 36氪 は、ZeekrO の An Conghui によって経営され続けるが、Lynk & Co ブランドは存続するが、チームとブランド戦略は Zeekrじた。

## ラインナップ
- 01 - SUV。プラットフォームはボルボ・XC40と同じCMAを使用する。発売から137秒で6,000台もの注文を受け、自動車販売における世界記録を保持する[3]。
- 02 - 01よりも小型のSUV。2018年3月に発表された。プラットフォームは01と同じくCMAを使用する。
- 03 - 4ドアセダン。プラットフォームはCMAを使用する。2018年10月19日に富士スピードウェイで公開された[9][10]。最高出力180馬力、トルク265 Nmの1,500 ccターボエンジンと7速DCTを搭載[3]。2018年12月時点ではガソリンエンジンのみだが、プラグインハイブリッドが追加される予定[3]。2020年に欧州、2022年にアメリカで発売予定。
  - 2019年からTCR規定下で開発された『Lynk ＆ Co シアンレーシング03』がFIA世界ツーリングカーカップへ出場[3]。2020、2021年と連覇し、中国車ブランドとして初のFIA国際レースタイトル獲得を果たしている。
- 05 - SUV。01のクーペモデル。プラットフォームはCMAを使用する。
- 06
- 07
- 08
- 09

## ギャラリー

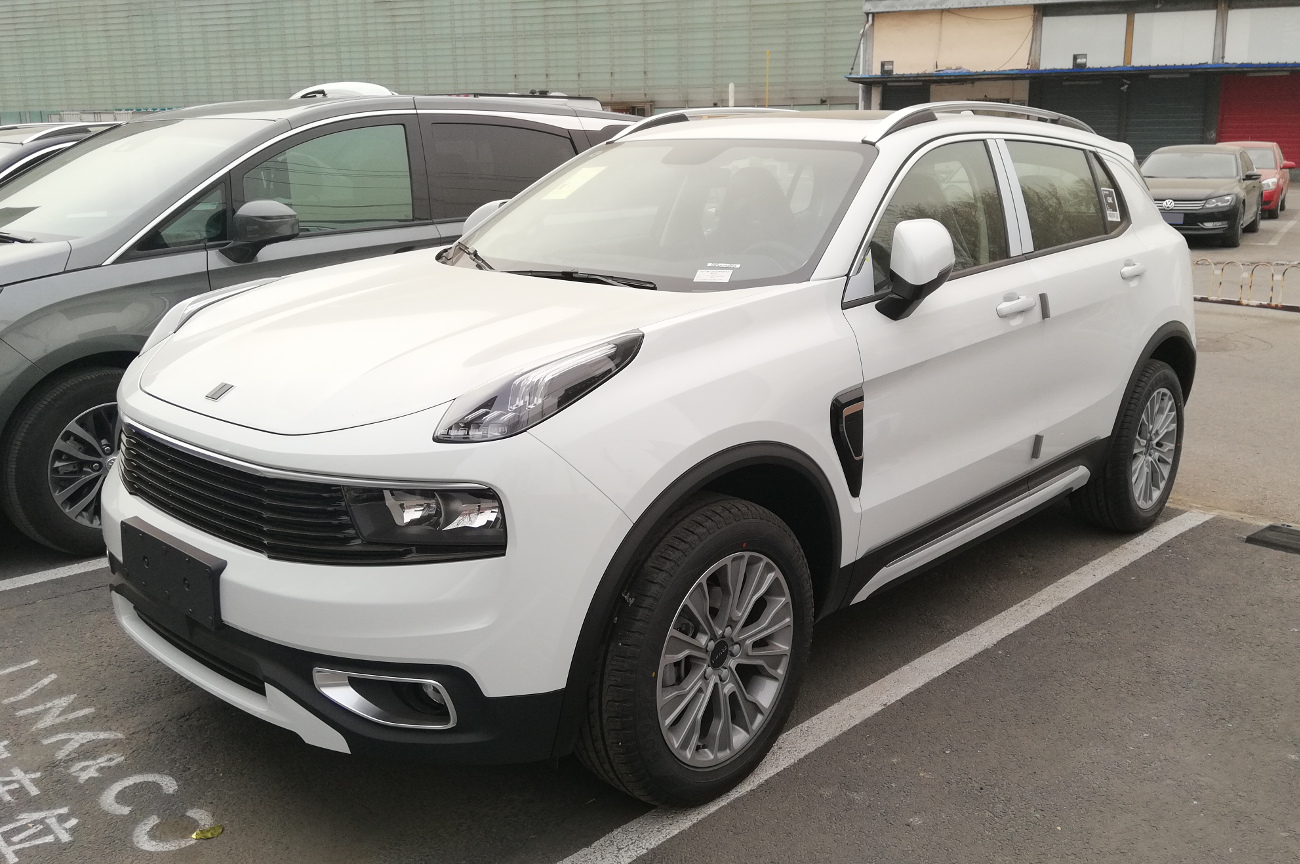
01
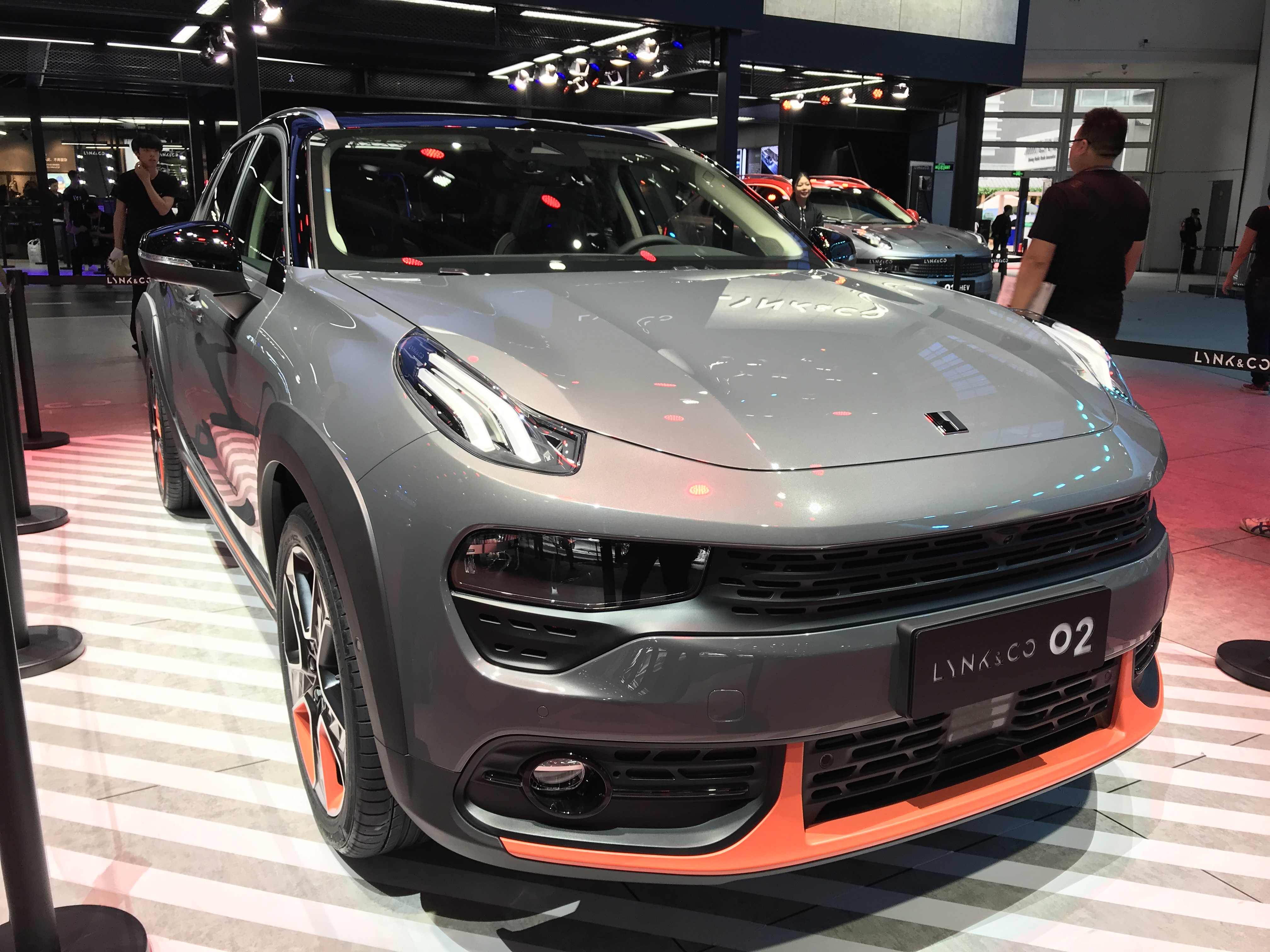
02
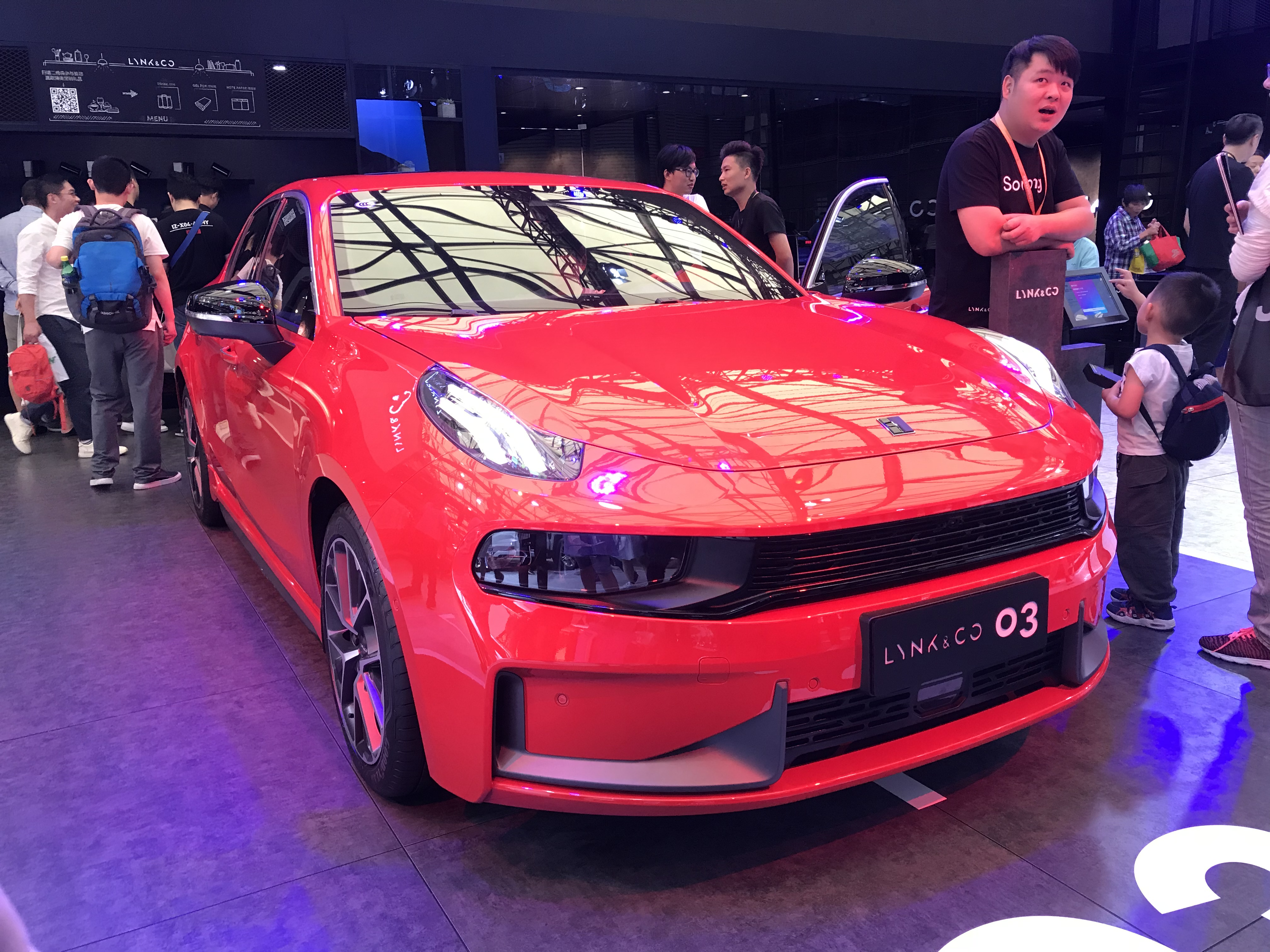
03
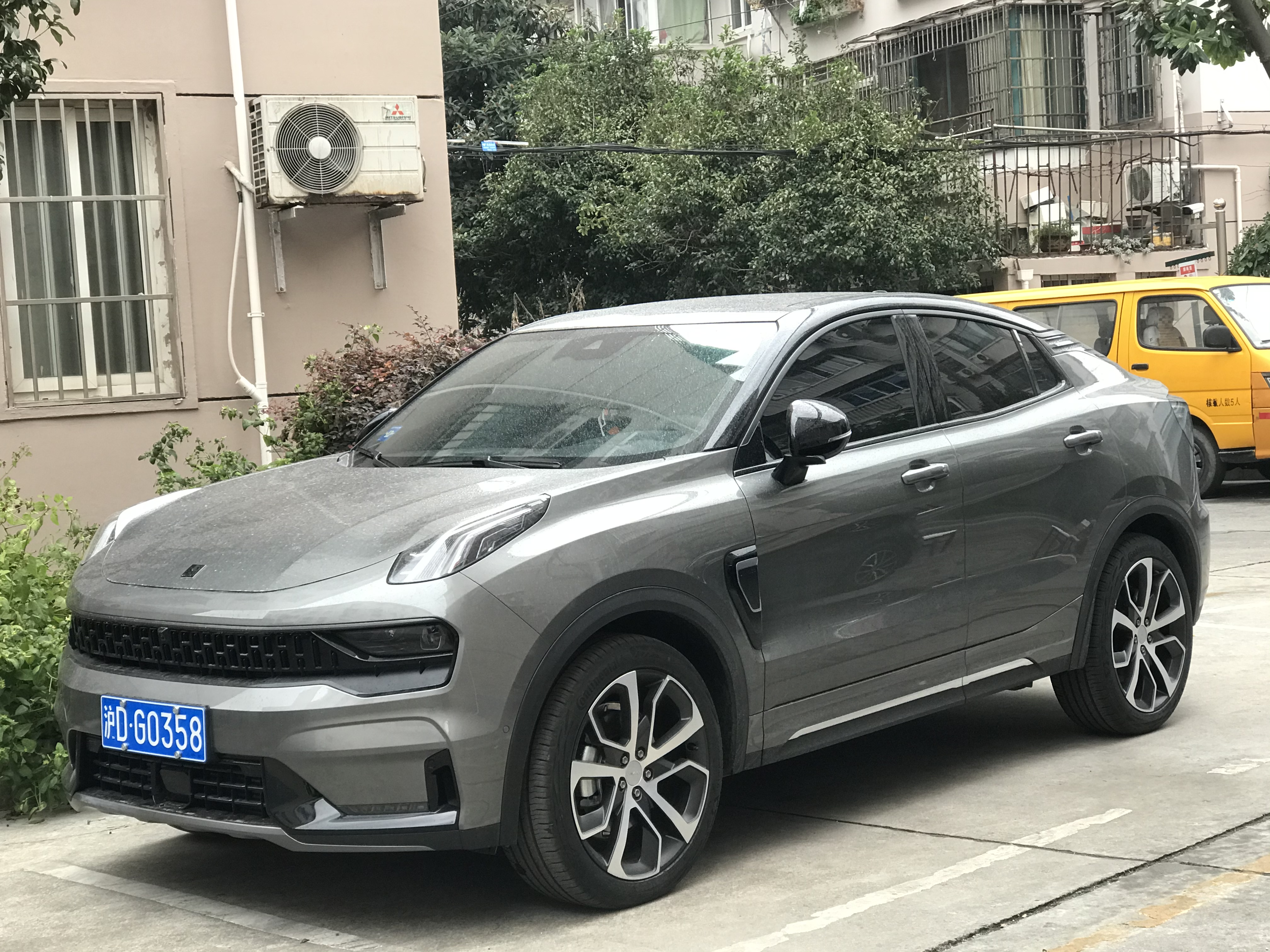
05
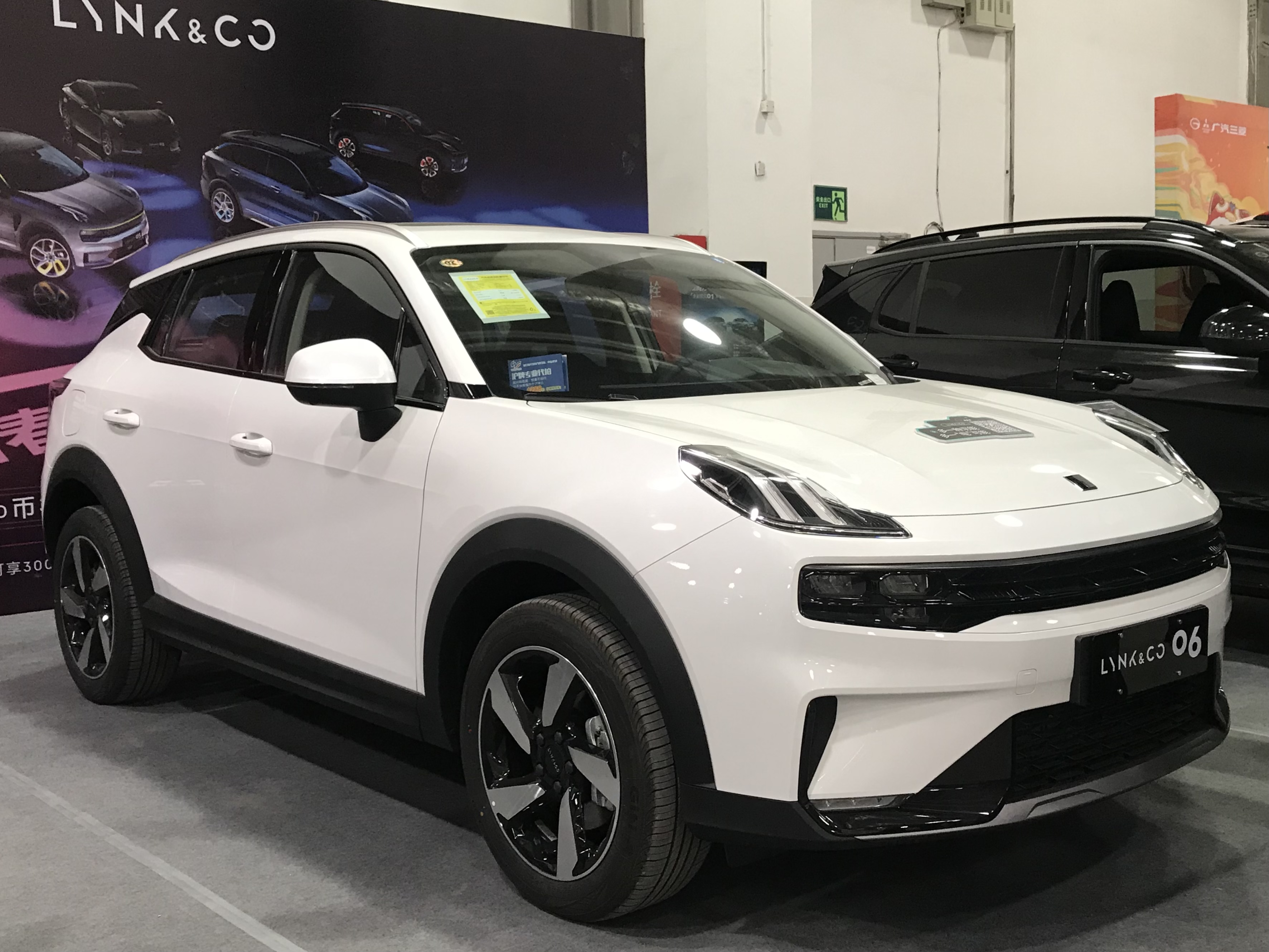
06
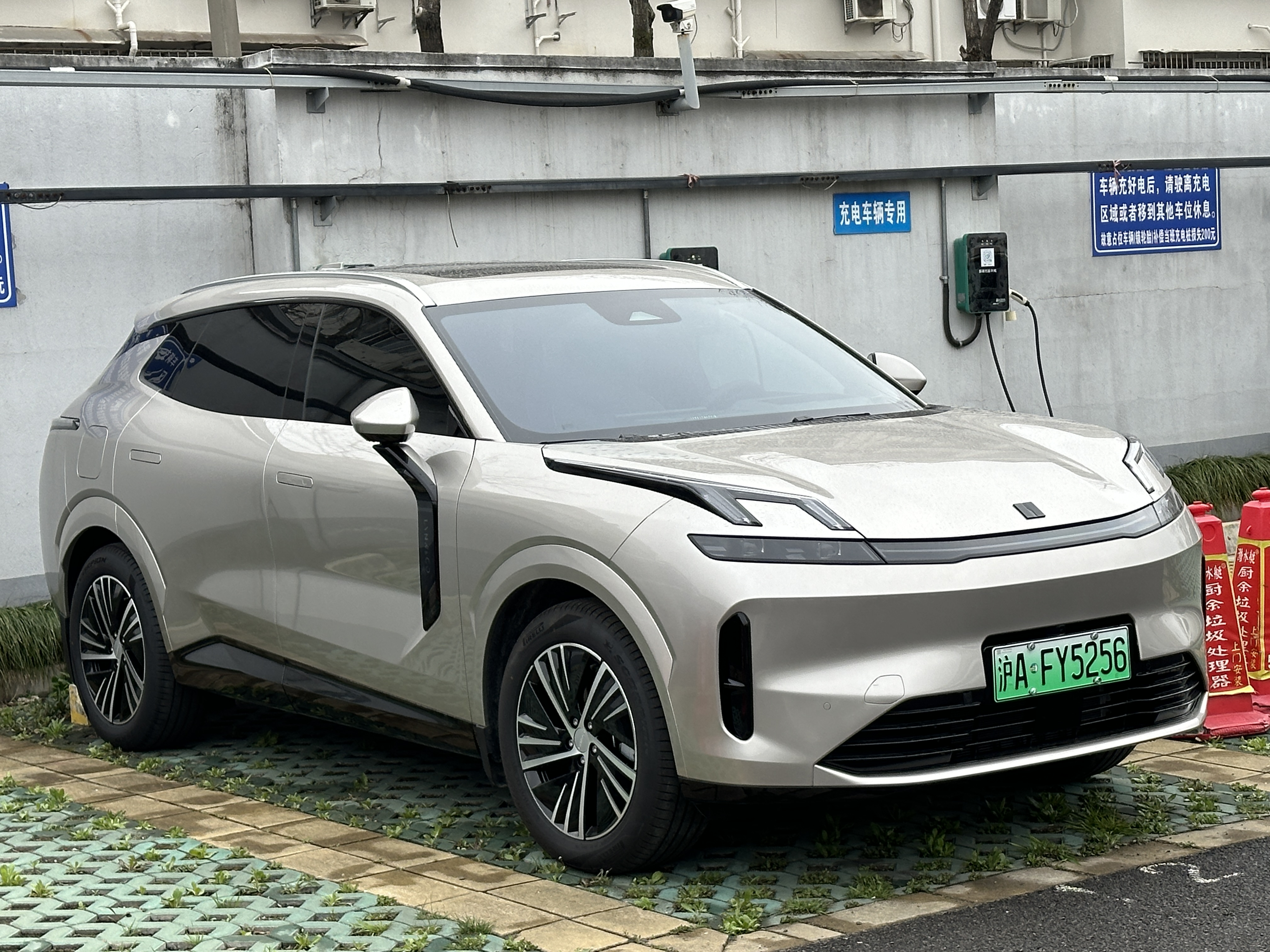
08
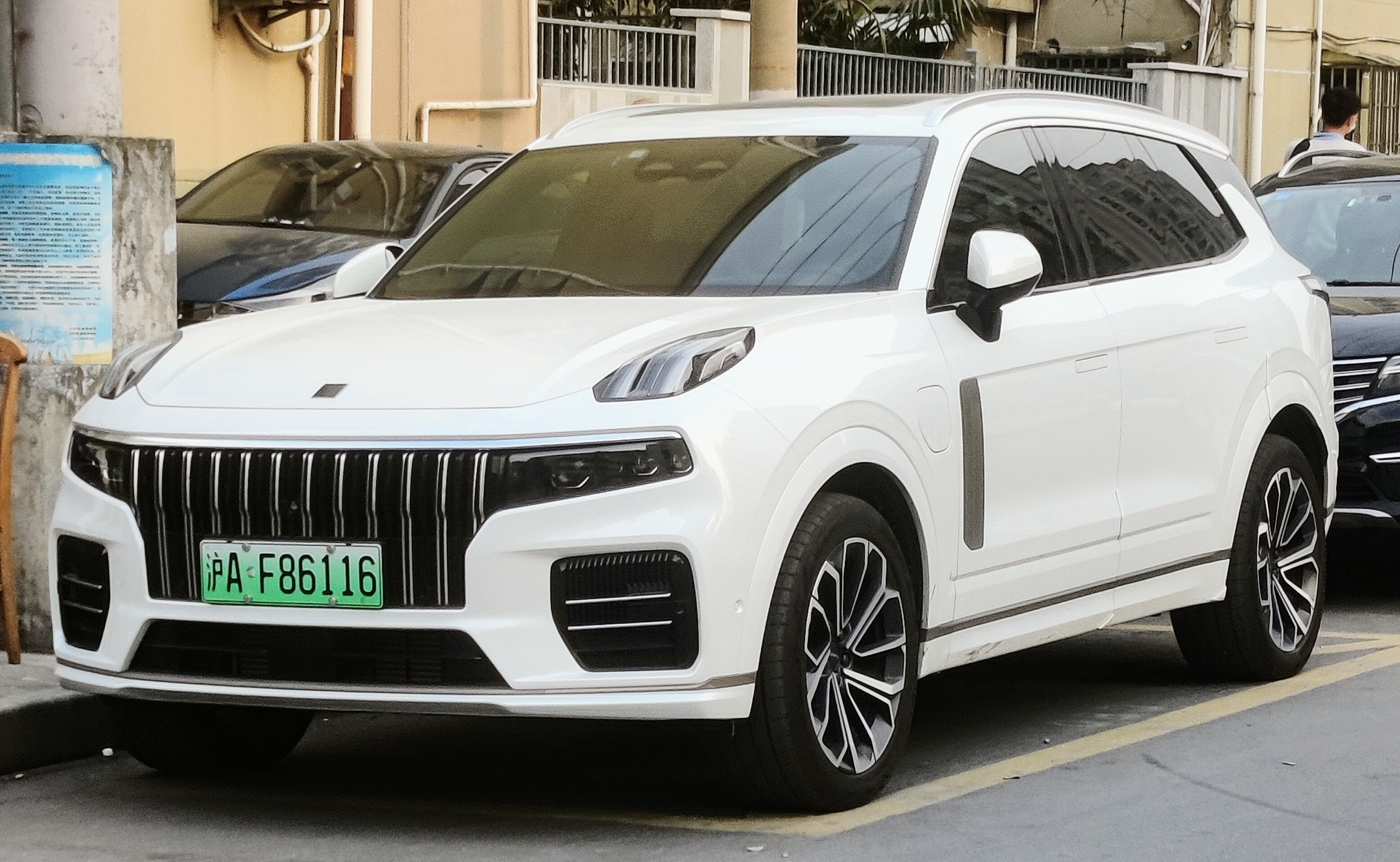
09